# Laos en los Juegos Paralímpicos de Londres 2012
Laos estuvo representado en los Juegos Paralímpicos de Londres 2012 por un deportista masculino. El equipo paralímpico laosiano no obtuvo ninguna medalla en estos Juegos.